# Peter De Graef
Peter De Graef (Merksem, 31 januari 1958) is een Vlaams acteur, auteur, regisseur en theatermaker.

## Levensloop
Van 1973 tot 1975 studeerde hij toneel, voordracht en dictie aan de Gemeentelijke Muziekacademie te Borgerhout en Merksem o.l.v. Walter Merhottein. Onder leiding van Dora van der Groen studeerde De Graef toneel en voordracht aan het Koninklijk Vlaams Conservatorium te Antwerpen van 1976 tot 1978. 
Vanaf 1979 speelde De Graef bij verschillende gezelschappen en begon hij ook zelf te schrijven. Zijn eerste monoloog Et voilà werd in 1991 geregisseerd door Luk Nys, een samenwerking die de aanleiding vormde om het gezelschap Nova Zembla op te richten. Na Nova Zembla werkte De Graef freelance tot hij vanaf 1994 met De Stichting vzw zijn eigen werk begon uit te brengen.
In 2008 bracht De Graef twee producties uit: Zoals de dingen gaan... (met Bo Spaenc) en Inside Stories. Naast het schrijven van de tekst en het regisseren van de voorstelling stond hij ook in beide voorstellingen zelf (mee) op de planken. De jaren daarna produceerde hij zijn werk vanuit zijn nieuwe vzw Dwama voor een aantal Vlaamse en Nederlandse gezelschappen, waarbij hij vaak ook spel en/of regie op zich nam. In 2016 speelde De Graef een van de hoofdrollen in de Eén-reeks Den elfde van den elfde en schreef en regisseerde hij Onze Koen bij Theater Malpertuis met Tania Van der Sanden en Lucas Van den Eynde in de hoofdrollen.
De Graef was verbonden aan diverse theatergroepen, zoals T.I.L, Eva Bal-speeltheater, Theater Malpertuis, Huis aan de Amstel, De Werf, De Kolonie MT en de Paardenkathedraal. De Graef was daarnaast ook docent aan het Herman Teirlinck Instituut. Al zijn teksten hebben gemeen dat zij de toeschouwer met veel humor op sleeptouw nemen in een wereld van wreedheid, gekte en fantasie, waarin de toeschouwer achter elke hoek zichzelf en de werkelijkheid tegenkomt. In 2020 deed hij mee aan De Slimste Mens ter Wereld, waar hij na 2 deelnames afviel. 

## Overzicht op jaartal
1979-1983
- De Kleine Eva van de Kromme Bijlstraat (spel)
- Cabartil (spel)
- Rijp en Groen (liederen en tekst)
- Allemaal beestjes (liederen en tekst)
- Vroegere Verhoudingen (spel)
- Dag Dokter (tekst)

1987-1991
- De mompelaar en de liefde (spel)
- Een meeuw met een snorretje (spel)
- Bezint...begint... hoge bomen wind! (spel)
- Krijtring (spel)

1991
- Het bittere kruid (spel)

1992
- Et Voilá (tekst en spel)

1993
- Verwantschap (spel)

1994
- Ombat (tekst, spel en regie)
- Le Bourgois Gentilhomme (spel)
- Jeanne 'D Arc (tekst)

1995
- Who's afraid of Virginia Woolf (spel)
- Een gemeenschap van schurken (spel)
- Hun! (tekst en regie)
- Rabelais (adviseur)

1996
- Itak (tekst, spel en regie)

1997
- Henry (tekst, spel en regie)
- De drie mannen van Ypsilanti (tekst, spel en regie)
- De wereldverbeteraar (spel)
- Burgermansbruiloft (spel)

1998
- Drijfijs (tekst)

1999
- India (regie)
- Sisyfus (coaching)

2000
- Reigen (spel)
- Valsch haar (tekst en regie i.s.m. Herwig Deweerdt)
- Manfred (tekst en regie)
- Frida K (coaching)

2001
- N!ks (tekst, spel en regie)
- De winter onder de tafel (tekstbewerking en regie)

2002
- Poetiewiet (tekst en spel)
- Een avond met verwanten (tekst)
- Metamorphosen (tekst)

2003
- Flikken (spel)

2004
- Parcival (tekst)
- Walvismuziek (tekstbewerking, regie en spel)
- Da'isss...! (tekst en regie)

2005
- ...Iets over de liefde (tekst, regie en spel)
- Marianne (tekst en regie)

2006
- Paris Texas (spel)
- D'r was daar ook een hond (tekst)
- Vaders en eieren (regie)

2007
- Sukkels

2008
- De gebroeders Ouedaogo (tekst en regie)
- Zoals de dingen gaan (tekst en regie)

2009
- David (spel: Christian Verbeecke)

2010
- Inside Stories (tekst, regie en spel)
- Witse (Jean-Claude Renard)

2011
- Ella (spel: Dhr. Savoy de Betancourt)
- Code 37 De Film (spel: Daniël Devucht)
- Stanley (tekst en spel)

2012
- Everybody Happy!? (tekst en spel)

2014
- Rudy (Tekst, Spel)
- De Drie Zusters (Hunkerig) (tekst en spel)

2016
- Den elfde van den elfde (spel: Pol Driesen)
- Onze Koen (regie en tekst)

2017
- Twee zielen, drie levens, zes mensen (spel, met De Kolonie)

2018
- Professor T. (gastrol als Fons Fimmers, vrijwilliger praatgroep)

2019
- Niet doen (tekst, spel)
- The Best of Dorien B. (spel)

#### Geschreven toneelwerk
Onze Koen - 2016, Lars - 2015, Rudy - 2014  Everybody Happy!? – 2012, Boiling Frog – 2011, Stanley – 2010, ValAngst – samen met Gerardjan Rijnders – 2010, Marilyn Monroe – 2010, Alice – 2010, Zielsverwanten – 2010, Inside stories – 2008, Zoals de dingen gaan – 2008 – jaarlijkse Staatsprijs voor Toneelliteratuur in Vlaanderen, De gebroeders Ouedraogo – 2008, En zachtjes viel nog steeds de regen – 2007, Er was daar ook een hond – 2006, Marianne – een koningsdrama – 2005, Iets over de liefde – 2005, Da’iss – 2004, Parcival – 2004, Walvismuziek – 2004, Slachthuis 5 – 2002, Niks – 2001 – Taalunie Toneelschrijfprijs, Manfred – 2000, Drijfijs – 1998 De drie mannen van Ypsilanti – 1997 – Vlaamse ASLK Toneelschrijfprijs, Henry – 1997 – geselecteerd voor het Theaterfestival – Vlaamse ASLK Toneelschrijfprijs, Itak – 1996, Hun! – 1995 – geselecteerd voor het Theaterfestival, Een gemeenschap van schurken – 1995, Jeanne d’Arc – 1994, Ombat – 1994 – geselecteerd voor het Theaterfestival, Et voila – 1991.
Zijn laatste drie teksten zijn uitgegeven bij De Nieuwe Toneelbibliotheek.

## Nominaties en prijzen
In 1998 won De Graef voor zijn rol in De wereldverbeteraar de Louis d'Or, de Nederlandse prijs voor beste acteur. In 1995 werd hij ook genomineerd voor een Louis d'Or voor zijn rol in Who is afraid of Virginia Woolf. Voor Henry ontving hij in 1997 de Velinx Publieksprijs in Tongeren. In ditzelfde jaar werd Itak genomineerd voor de Signaalprijs.  De Taalunie Toneelschrijfprijs won hij in 2002 voor de productie N!ks, waar ook Stanly in 2012 voor genomineerd was.